# Impuros
Impuros ist eine brasilianische Gangster-Drama-Serie, die von der Barry Company und Star Original Productions für die Walt Disney Company umgesetzt wurde. Die Erstausstrahlung der Serie fand in Brasilien am 19. Oktober 2018 auf dem Pay-TV-Sender Star Premium statt. Die Staffeln 1 und 2 wurden vom Pay-TV-Sender ausgestrahlt. Mit Staffel 3 wechselte die Serie als Original zum Streamingdienst Star+, wo diese am 31. August 2021 zusammen mit den ersten beiden Staffeln veröffentlicht wurde. Im deutschsprachigen Raum erfolgte die Erstveröffentlichung der Serie am 10. Mai 2023 durch Disney+ via Star als Original.

## Handlung
Ihren Anfang nimmt die Geschichte im Jahr 1989. Evandro Rocha Ferreira und sein Bruder Zeca feiern ihren achtzehnten Geburtstag. Beide sollen zum Wehrdienst eingezogen werden, doch Evandro hat eigentlich ganz andere Zukunftspläne. Er wuchs in Rio de Janeiro in der Favela Morro do Dendê auf und träumt davon, aus dieser zu entfliehen, um ein erfolgreicher Unternehmer zu werden. Sein Leben nimmt aber eine unerwartete und tragische Wendung, als sein Bruder von einem korrupten Polizisten getötet wird. Angetrieben von Rache schlagen die Ambitionen von Evandro um, und er beginnt sich zu kriminalisieren. Er wendet sich der Unterwelt von Dendê zu, um aus dieser heraus Vergeltung zu üben und um seine etwas andere Geschäftsidee zu verfolgen. Denn im Nu baut Evandro eine kriminelle Organisation auf, die immer mehr an Einfluss gewinnt. Dabei erwecken seine unternehmerischen Fähigkeiten und Führungsqualitäten früh die Aufmerksamkeit des erfahrenen und draufgängerischen Bundesermittlers Vítor Morello, der in Evandro einen würdigen Widersacher sieht. Morello selbst hat mit einer traumatischen Kindheit und seiner Alkoholsucht zu kämpfen. Beide sind Strategen mit familiären Problemen, die sich im Bezug auf ihren Drang zur Gewalt und Gefahr nicht wirklich viel nehmen. Und so verwundert es nicht, dass sich die beiden schon sehr bald im gegenseitigen Katz-und-Maus-Spiel wiederfinden.

## Besetzung und Synchronisation
Die deutschsprachige Synchronisation entsteht nach den Dialogbüchern von Simon Mora, Martin C. Jelonek, Heiko Feld, Chiara Haurand, Philip Krauss und Carina Krause sowie unter der Dialogregie von Simon Mora durch die Synchronfirma FFS Film- & Fernseh-Synchron in München.

### Hauptdarsteller
| Rolle                                      | Schauspieler            | Hauptrolle (Staffel) | Nebenrolle (Staffel) | Synchronsprecher    |
| ------------------------------------------ | ----------------------- | -------------------- | -------------------- | ------------------- |
| Evandro Rocha Ferreira / Evandro aus Dendê | Raphael Logam           | 1–4                  |                      | Julian Manuel       |
| Vítor Morello                              | Rui Ricardo Diaz        | 1–4                  |                      | René Oltmanns       |
| Arlete                                     | Cyria Coentro           | 1–4                  |                      | Bettina Redlich     |
| Geise                                      | Lorena Comparato        | 1–4                  |                      | Anna Ewelina        |
| Afonso / Tabuada                           | João Vitor Silva        | 1–4                  |                      | Felix Mayer         |
| Hermes                                     | Peter Brandão           | 1–3                  |                      | Felix Auer          |
| Salvador                                   | André Gonçalves Barbosa | 1–4                  |                      | Oliver Mink         |
| Anwalt Burgos                              | Gillray Coutinho        | 1–4                  |                      | Gerd Meyer          |
| Bruninho Bagdá                             | Rocco Pitanga           | 1–3                  |                      | Alexander Wohnhaas  |
| Andréia Aragão                             | Fernanda Machado        | 1–2                  | 3                    | Angela Wiederhut    |
| Gilmar                                     | Leandro Firmino         | 1 & 3–4              | 2                    | Christopher Kussin  |
| Wilbert                                    | Sérgio Malheiros        | 1 & 3–4              |                      | Jan Makino          |
| Neves                                      | César Troncoso          | 1 & 4                | 3                    | Andreas Borcherding |
| Arturo Urquiza                             | Germán Palácios         | 1                    | 2                    | Jürgen Jung         |
| Charles                                    | Jean Pierre Noher       | 1                    |                      | Matthias Klie       |
| Inês                                       | Karize Brum             | 2–4                  | 1                    | Anouk Elias         |
| Samuel Urquiza                             | Oscar Pernas            | 2                    | 1                    | Paul Sedlmeir       |
| Nicolás                                    | Nacho Mendy             | 2                    | 1                    | Josef Vossenkuhl    |
| Fernando Cavalieri                         | Bruno Ferrari           | 2                    |                      |                     |
| Jorge                                      | Luciano Cáceres         | 3                    | 2                    |                     |
| Navarro                                    | Nicolás Furtado         | 4                    | 3                    |                     |

### Nebendarsteller
| Rolle                | Schauspieler       | Nebenrolle (Staffel) | Synchronsprecher |
| -------------------- | ------------------ | -------------------- | ---------------- |
| Aírton               | Ricardo Silva      | 1–4                  |                  |
| Mariana              | Bárbara Reis       | 1–2                  | Laura Preiss     |
| Pilar                | Julieta Zylberberg | 1 & 3                | Ilena Gwisdalla  |
| Adilson              | Flávio Bauraqui    | 1                    | Mike Carl        |
| Juninho / Baiano     | Vinícius Patrício  | 1                    | Malte Wetzel     |
| Brito                | Cadu Fávero        | 1                    | Matthias Kupfer  |
| Cleo                 | Fani Feldman       | 1                    | Alina Freund     |
| Rebeca               | Bruna Spínola      | 2–3                  |                  |
| Toninho              | André Mattos       | 2                    |                  |
| Dr. Almeida          | Orã Figueiredo     | 2                    |                  |
| Lucia                | Carolina Chalita   | 2                    |                  |
| Júlio                | Pierre Santos      | 2                    |                  |
| Vítor Morello (jung) | Dj Amorim          | 2                    |                  |
| Frank Smith          | Michel Bercovitch  | 2                    |                  |

### Gastdarsteller
| Rolle | Schauspieler    | Gastrolle (Staffel) | Synchronsprecher   |
| ----- | --------------- | ------------------- | ------------------ |
| Zeca  | Antônio Carlos  | 1                   | Maximilian Laprell |
| Marta | Juliana Martins | 1                   | Leoni Beckenbach   |

## Episodenliste

### Staffel 1
| Nr. (ges.) | Nr. (St.) | Deutscher Titel | Originaltitel | Erstausstrahlung (Star Premium) | Deutschsprachige Erstveröffentlichung (D/A/CH) |
| --- | --------- | --------------- | ------------- | ------------------------------- | ---------------------------------------------- |
| 1 | 1         | —               | Episódio 1    | 19. Okt. 2018                   | —                                              |
| 1989: Evandro lebt in Rio de Janeiro und träumt davon, aus der Favela Morro do Dendê zu entfliehen, in welcher er aufgewachsen ist, und sich einen Namen in der Geschäftswelt zu machen. Doch als sein Bruder Zeca von einem korrupten Mitglied der Polizei getötet wird, nachdem dieser in illegale Aktivitäten verwickelt war, schlägt Evandros Ambition um, und er wendet sich der Unterwelt von Dendê zu, um aus dieser heraus Rache zu üben und seine nicht ganz legalen Geschäftsideen auszubauen.                                |           |                 |               |                                 |                                                |
| 2 | 2         | —               | Episódio 2    | 26. Okt. 2018                   | —                                              |
| Evandro steigt mit seinem besten Freund Afonso als rechter Hand in das Drogengeschäft ein. Doch als Afonso ihre Einnahmen abschöpft, um von Bankanlagen zu profitieren, wird dies entdeckt und er als Dieb abgestempelt. Nun soll Afonso aus dem Weg geräumt werden, was Evandro zu verhindern versucht. Bei seinem Vorhaben trifft Evandro auf den erfahrenen und draufgängerischen Bundesermittler Vítor Morello. |           |                 |               |                                 |                                                |
| 3 | 3         | —               | Episódio 3    | 2. Nov. 2018                    | —                                              |
| Bruninho Bagdá, ein Drogenboss aus der Favela Parque Royal, schmiedet zusammen mit dem Zivilpolizisten Britto einen Plan, um an Geld zu kommen. Die Tat wollen sie Evandro in die Schuhe schieben, so dass dieser ins Visier der Beamten gerät. Morello beginnt derweilen damit, seinen gewieften Gegenspieler Evandro immer besser einzuschätzen. |           |                 |               |                                 |                                                |
| 4 | 4         | —               | Episódio 4    | 9. Nov. 2018                    | —                                              |
| Nachdem der Plan von Bruninho Bagdá nicht vollends aufging, erlangt Evandro in Dendê die Führung im Drogenhandel. Morello, der den Aufstieg von Evandro im Drogengeschäft genau beobachtet, startet eine Operation, um zu verhindern, dass Drogen und Waffen in die Favela gelangen. Mitten in einer Schießerei findet Arlete einen möglichen Verbündeten von überraschender Seite. |           |                 |               |                                 |                                                |
| 5 | 5         | —               | Episódio 5    | 16. Nov. 2018                   | —                                              |
| In Paraguay feilt Evandro an einem ausgeklügelten Plan, um seine Rivalen auszuschalten und seine Drogenhandelsrouten zu erweitern und zu optimieren. Dabei stößt er auf das „weiße Gold“, das reinste Kokain auf dem Markt. Unterdessen verfolgt Morello mit unkonventionellen Mitteln die Spur von Evandro und kommt ihm immer näher. |           |                 |               |                                 |                                                |
| 6 | 6         | —               | Episódio 6    | 23. Nov. 2018                   | —                                              |
| Nachdem die Festnahme von Evandro fehlgeschlagen ist und einen Zivilisten das Leben gekostet hat, wird Morello vom Dienst suspendiert. In der Zwischenzeit expandiert das Geschäft von Evandro in Dendê. Die Nachfrage nach dem „weißen Gold“ aus Bolivien steigt. Während Morello auf eigene Faust gegen Evandro ermittelt, hat sich dieser inzwischen als einer der größten Drogendealer der Stadt etabliert. Derweilen gerät die Familie von Evandro immer mehr ins Visier der gegnerischen Seite, insbesondere seine Mutter Arlete. |           |                 |               |                                 |                                                |
| 7 | 7         | —               | Episódio 7    | 30. Nov. 2018                   | —                                              |
| Zurück bei der Einheit führt Morello eine Operation in der Kirche von Dendê durch, bei der Arlete von Britto entführt wird. In der Gewissheit, dass Morello hinter der Entführung seiner Mutter steckt, bedroht Evandro die Familie von Morello und ergreift die Chance, einen bedeutsamen Schlag gegen die Bundespolizei zu führen. Diese Tat bleibt aber nicht ohne Konsequenzen und wird sich auf das Leben aller Beteiligten auswirken.                                                                                             |           |                 |               |                                 |                                                |
| 8 | 8         | —               | Episódio 8    | 7. Dez. 2018                    | —                                              |
| Brittos gewaltsamer Tod erschüttert die Favela. Geise beschließt, ihren Sohn Aírton vor dem zunehmend gewaltbereiten Umfeld zu schützen. Morello muss seine Jagd auf Evandro wegen eines familiären Notfalls vorübergehend pausieren. Während der Kreis an Leuten immer kleiner wird, welchen Evandro vertraut, taucht plötzlich der französische Fotograf Charles auf, der das tägliche Leben in der Favela fotografisch festhalten möchte und mit seiner Arbeit das Leben von Evandro beeinflusst.                                    |           |                 |               |                                 |                                                |
| 9 | 9         | —               | Episódio 9    | 14. Dez. 2018                   | —                                              |
| Der brutale Mord an Charles bleibt nicht ohne Konsequenzen. Morello erhält alle Befugnisse, um Evandro dingfest zu machen. Derweilen werden Arlete, Geise und Aírton gewaltsam und gegen ihren Willen aus der Favela entfernt. Evandro flieht ohne die Unterstützung seiner Leute nach Bolivien. Dort angekommen muss sich Evandro nicht nur mit den Urquiza-Geschwistern auseinandersetzen, sondern auch unter dem Radar seines Verfolgers Morello bleiben.                                                                            |           |                 |               |                                 |                                                |
| 10 | 10        | —               | Episódio 10   | 21. Dez. 2018                   | —                                              |
| Evandro versucht mit Hilfe der Urquiza-Geschwister, sich in Bolivien niederzulassen. Während einer verdeckten Operation wird Evandro von Morello festgenommen. In Bangu inhaftiert, bekommt er Besuch von seiner Mutter, die nun um seine wahre Rolle beim Tod seines Bruders Zeca weiß. Unterdessen inszenieren Bruninho Bagdá und Salvador einen Aufstand. Ein alter Bekannter wird zum neuen Verbündeten für Evandro, der sein Überleben sicherstellen könnte.                                                                       |           |                 |               |                                 |                                                |

### Staffel 2
| Nr. (ges.) | Nr. (St.) | Deutscher Titel | Originaltitel | Erstausstrahlung (Star Premium) | Deutschsprachige Erstveröffentlichung (D/A/CH) |
| --- | --------- | --------------- | ------------- | ------------------------------- | ---------------------------------------------- |
| 11 | 1         | —               | Episódio 1    | 8. Nov. 2019                    | —                                              |
| Im Gefängnis ist Evandro gezwungen, sich für eine Seite zu entscheiden. Dabei muss er über sich so einige Erniedrigungen ergehen lassen, die ihm von seinen einstigen Rivalen zugefügt werden. Arlete sagt gegen Evandro aus. Nachdem Morello seinen Gegenspieler Evandro in den Knast gebracht hat, fühlt er sich innerlich leer und bittet bei seinem Arbeitgeber um Urlaub, damit er mehr Zeit mit seiner Tochter verbringen kann. |           |                 |               |                                 |                                                |
| 12 | 2         | —               | Episódio 2    | 15. Nov. 2019                   | —                                              |
| Ein Blick in die Vergangenheit von Morello gibt Aufschluss über die traumatische Kindheit des Polizisten. In der Gegenwart verfällt er erneut dem Alkohol und wird zwangsweise in eine Entzugsklinik eingeliefert. Derweilen plant Evandro im Gefängnis zu seinen Leuten zurückzukehren. Überraschend taucht die flüchtige und nun schwangere Geise wieder auf. Salvador und Bagdá schließen sich zusammen, um Rache an Evandro zu nehmen, der noch immer in Lebensgefahr schwebt.                                                                           |           |                 |               |                                 |                                                |
| 13 | 3         | —               | Episódio 3    | 22. Nov. 2019                   | —                                              |
| Morello stellt sich in der Entzugsklinik seinen Dämonen und Inês taucht kopfüber in die Welt der Drogen ein. Die Urquiza-Geschwister setzten Auftragskiller auf Morello an. Evandro muss schmerzlich erkennen, dass er seiner neuen Fraktion nicht trauen kann, und unternimmt weitere Schritte, um zu seinen Leuten zurückzukehren. Während der Flucht von Geise und ihrem Sohn Aírton in sichere Gebiete verschwindet dieser plötzlich. |           |                 |               |                                 |                                                |
| 14 | 4         | —               | Episódio 4    | 29. Nov. 2019                   | —                                              |
| Evandro bricht aus dem Gefängnis aus und macht sich auf den Weg nach Dendê. Morello wird aus seiner Depression gerissen, als er von Evandros Flucht erfährt, und ist begeistert, als die DEA ihn in die Fahndung miteinbezieht und ihn aus der Klinik entlassen lässt. Doch dabei entfernt er sich immer weiter von seiner Tochter Inês. Geise ist verzweifelt auf der Suche nach ihrem Sohn Aírton, der entführt wurde, was ein großes Nachspiel haben wird.                                                                                                |           |                 |               |                                 |                                                |
| 15 | 5         | —               | Episódio 5    | 6. Dez. 2019                    | —                                              |
| Evandro kann den Aufenthaltsort von Aírton ausfindig machen, und es gelingt ihm, die Familie in Dendê wieder zusammenzuführen. Dabei erfährt Evandro von der schwangeren Geise, dass er bald Vater wird, und er verspricht ihr nie wieder von ihrer Seite zu weichen. Morello hat den Verdacht, dass seine Tochter Drogen nimmt, und beginnt damit Ermittlungen aufzunehmen. |           |                 |               |                                 |                                                |
| 16 | 6         | —               | Episódio 6    | 13. Dez. 2019                   | —                                              |
| Obwohl das Krankenhaus von der Polizei bewacht wird, ist Evandro fest entschlossen, bei der Geburt seines Kindes dabei zu sein. Währenddessen entkommt Afonso aus dem Gefängnis, Salvador wird auf Bewährung freigelassen und Bagdá wendet sich einer neuen Aufgabe zu. Morello findet heraus, dass Inês Kokain konsumiert, und Arlete erkennt den Mann, der sie ausgeraubt und geschlagen hat. |           |                 |               |                                 |                                                |
| 17 | 7         | —               | Episódio 7    | 20. Dez. 2019                   | —                                              |
| Während Evandro und Geise ihre Flucht nach Bolivien vorbereiten, lassen sie ihre Beziehung neu aufleben. Die angeschlagene Arlete trifft eine verzweifelte Entscheidung, um das Leben ihres neugeborenen Enkelkindes zu schützen, und plant das Kind zu entführen. Morello knöpft sich den Dealer Júlio vor, der seine Tochter mit Drogen versorgt, und erkennt eine Möglichkeit, um Evandro dingfest zu machen. In der Zwischenzeit flieht Inês aus der Klinik und versucht allein, ihre Sucht zu überwinden.                                               |           |                 |               |                                 |                                                |
| 18 | 8         | —               | Episódio 8    | 27. Dez. 2019                   | —                                              |
| Morello rettet Inês vor der Verhaftung durch die MP und bringt sie zurück in die Reha-Klinik. Entschlossen, Evandro um jeden Preis zu fassen, zwingt Morello den Drogendealer Júlio dazu, eine Wanze in dem Versteck von Evandro in Dendê zu platzieren. Evandro möchte in Brasilien ein Labor einrichten, doch Morello, der mit dem Abhörgerät ausgestattet ist, hört seine Pläne mit und wartet nun auf den richtigen Zeitpunkt, um zuzuschlagen. |           |                 |               |                                 |                                                |
| 19 | 9         | —               | Episódio 9    | 3. Jan. 2020                    | —                                              |
| Evandro ist gezwungen, mit den Urquiza-Geschwistern zu verhandeln, nachdem er eine Drogenlieferung verloren hat, doch diese wissen über die Pläne von Evandros Bescheid, ein geheimes Labor einzurichten. Arturo fühlt sich betrogen und schließt ein Geschäft mit Salvador ab. Morello gelingt es, das Telefon des Piloten Jorge zu verwanzen, der eine wichtige Rolle bei dem Vertrieb über internationale Handelsrouten einnimmt. |           |                 |               |                                 |                                                |
| 20 | 10        | —               | Episódio 10   | 10. Jan. 2020                   | —                                              |
| Evandro und Gilmar haben mit den Folgen des blutigen Abendessens zu kämpfen und müssen die Leichen beseitigen, doch dann taucht überraschend Arlete auf. Während Evandro seine Flucht plant, holt Morello seine Tochter Inês von Klinik ab und will sie nach Hause bringen. Aber Inês hat andere Pläne und büxt aus, um in Dendê an Kokain zu gelangen. Morello befindet sich in der Zwickmühle. Rennt er seiner Tochter hinterher, um diese vor einem sicheren Unheil zu bewahren, oder schnappt er sich stattdessen Evandro, um diesen dingfest zu machen? |           |                 |               |                                 |                                                |

### Staffel 3
| Nr. (ges.) | Nr. (St.) | Deutscher Titel | Originaltitel | Erstveröffentlichung (Star+) | Deutschsprachige Erstveröffentlichung (D/A/CH) |
| --- | --------- | --------------- | ------------- | ---------------------------- | ---------------------------------------------- |
| 21 | 1         | Episode 1       | Episódio 1    | 31. Aug. 2021                | 10. Mai 2023                                   |
| Evandro steckt in einer verfahrenen Situation. Er zielt mit seiner Schusswaffe auf Geise, die wiederum ihre auf Arlete gerichtet hält. Derweilen beginnt Morello draußen mit der Stürmung des Gebäudes. Um seine Familie zu beschützten, ergreift Evandro die Flucht. Doch nach dem Tod der Urquiza-Geschwister bekommt es Evandro mit neuen Feinden zu tun. In der Zwischenzeit verschwindet Inês in Brasilien, was Morello sehr nahegeht. |           |                 |               |                              |                                                |
| 22 | 2         | Episode 2       | Episódio 2    | 31. Aug. 2021                | 10. Mai 2023                                   |
| Während Morello noch den Tod von Andréia verarbeitet, findet er Inês und mit ihr den Mann, welcher ihr das Leben gerettet hat. Bei dem Mann handelt es sich um niemand Geringeren als Afonso, mit welchem sich Morello nun auseinandersetzen muss. In Bolivien versucht Geise den flüchtigen Evandro ausfindig zu machen. Doch mit zwei Kindern im Schlepptau und der Polizei im Nacken gestaltet sich dieses Vorhaben sehr schwierig. Derweil sieht sich Evandro gezwungen, seinem neuen Gegenspieler Navarro ein Versprechen zu geben, ohne dabei genau zu wissen, ob er dieses überhaupt erfüllen kann.                                                                                     |           |                 |               |                              |                                                |
| 23 | 3         | Episode 3       | Episódio 3    | 31. Aug. 2021                | 10. Mai 2023                                   |
| Während Wilbert und Hermes noch immer untereinander ausmachen, wer nun den Chefposten in Dendê erben wird, löst Evandro den Konflikt, indem er Hermes zu sich nach Bolivien holt. Dieser ist gerade dabei, den ausgefallenen und unmöglich erscheinenden Plan in die Tat umzusetzen, welchen er dem Drogendealer Navarro versprochen hat. Morello möchte in der Zwischenzeit dafür sorgen, dass Inês von Afonso fernbleibt, doch das treibt sie nur noch mehr in die Hände von ihm, so dass Inês schließlich einen Rückfall erleidet. |           |                 |               |                              |                                                |
| 24 | 4         | Episode 4       | Episódio 4    | 31. Aug. 2021                | 10. Mai 2023                                   |
| Evandro beginnt damit, seinen Plan, Drogen in die Vereinigten Staaten zu exportieren, in die Tat umzusetzen. Unterstützt wird er dabei von Hermes, seiner rechten Hand und Vertrautem. In der Zwischenzeit wird Morello von Pilar über den möglichen Aufenthaltsort von Evandro informiert, doch dieser muss sich in Rio de Janeiro um seine Tochter kümmern, nachdem sie einen Rückfall erlitten und eine Überdosis genommen hat. Derweilen taucht der vermisste Pilot Jorge wieder auf. Gilmar macht sich auf die Suche nach ihm und stößt dabei auf eine Gelegenheit in Form von César Paulo, der während des Präsidentschaftswahlkampfs von Collor für diesen als Schatzmeister tätig war. |           |                 |               |                              |                                                |
| 25 | 5         | Episode 5       | Episódio 5    | 31. Aug. 2021                | 10. Mai 2023                                   |
| Der Tod von Jorge und seine Verbindung zu César Paulo veranlassen Morello dazu, neue Rückschlüsse zu ziehen und eine Untersuchung gegen den Piloten und den ehemaligen Schatzmeister einzuleiten. Evandro kehrt nach Brasilien zurück, um die Wahlkampfgelder von Collor zu stehlen. Dabei kreuzen sich die Wege von Evandro und Morello nach langem wieder, und beide stehen sich gegenüber. |           |                 |               |                              |                                                |
| 26 | 6         | Episode 6       | Episódio 6    | 31. Aug. 2021                | 10. Mai 2023                                   |
| Evandro, der sich an dem von César Paulo gestohlenen Geld bereichert hat, dehnt sein Geschäft auf ganz Amerika aus. Er möchte sich mit seiner Mutter Arlete versöhnen, doch diese blockt ab und spricht sich stattdessen im nationalen Fernsehen gegen ihren Sohn aus. Geise macht sich derweilen große Sorgen um das Wohlbefinden von Maria und ergreift drastische Maßnahmen, um ihr Versprechen gegenüber dem Mädchen, sich um sie zu kümmern, einzuhalten. In der Zwischenzeit findet Morello heraus, wer der Informant war, der Evandros Aufenthaltsort verraten hat. |           |                 |               |                              |                                                |
| 27 | 7         | Episode 7       | Episódio 7    | 31. Aug. 2021                | 10. Mai 2023                                   |
| Morello schließt einen Pakt mit Afonso, will aber, dass er sich fortan von Inês fernhält. Außerdem plant Morello mit Hilfe der Informationen, die er von seinem neuen Informanten erhalten hat, eine Blitzaktion gegen Evandro, bei der eine Lieferung des „weißen Goldes“ abgefangen werden soll. Inzwischen läuft der Vertrieb in die USA immer besser, doch das bringt Hermes in eine brandgefährliche Situation. Letzten Endes muss sich Evandro zwischen einem Freund und seiner Familie entscheiden. |           |                 |               |                              |                                                |
| 28 | 8         | Episode 8       | Episódio 8    | 31. Aug. 2021                | 10. Mai 2023                                   |
| Um sein Leben und das seiner Familie zu retten, muss Evandro eine drastische Entscheidung treffen, die ihn sehr mitnimmt. Und das bleibt nicht die einzige Konsequenz. Denn seine Entscheidung ist zugleich eine Kriegserklärung gegenüber Navarro. Evandro tüftelt an einem Racheplan, in welchen er Morello verstricken will. Dieser ist derweil damit beschäftigt, Geise aufzuspüren, die im Verdacht steht, etwas mit der Entführung von Maria zu tun zu haben. |           |                 |               |                              |                                                |
| 29 | 9         | Episode 9       | Episódio 9    | 31. Aug. 2021                | 10. Mai 2023                                   |
| Sehr zur Verärgerung von Evandro spürt Morello die flüchtige Geise und Maria auf. Morello ahnt indes noch nicht, dass Evandro einen Vergeltungsschlag gegen ihn plant. Doch dies ist nicht der einzige Plan, den Evandro verfolgt. Denn dieser sieht im Waffenhandel eine neue Geschäftsmöglichkeit. Dabei möchte Evandro den größtmöglichen Gewinn einfahren, indem er Konflikte zwischen gegnerischen Parteien schürt und anschließend seine Waffen an alle Seiten verkauft. Evandro beginnt mit dem Feuer zu spielen. Unterdes braut sich in Brasilien ein Konflikt zusammen, der leicht außer Kontrolle geraten kann und unabsehbare Folgen haben könnte.                                  |           |                 |               |                              |                                                |
| 30 | 10        | Episode 10      | Episódio 10   | 31. Aug. 2021                | 10. Mai 2023                                   |
| Morello erfährt durch Afonso von einer neuen Waffenlieferung. Derweilen plant Afonso zusammen mit Inês abzuhauen und unterzutauchen. Zuvor möchte sich aber das Paar für den Tod von Inês’ Mutter an Wilbert rächen. Doch ihr Vorhaben zieht weitreichende Konsequenzen nach sich und befeuert den schon ohnehin aufgeladenen Konflikt zwischen den Banden aus Morro do Dendê und Parque Royal, der nun eine neue Eskalationsstufe erreicht. Das führt auch dazu, dass Arlete ins Visier mehrerer Seiten gerät. Morello möchte Arlete als Lockvogel für Evandro benutzen, um so an diesen heranzukommen, da Evandro plant wieder nach Dendê zurückzukehren.                                    |           |                 |               |                              |                                                |

## Auszeichnungen und Nominierungen
| Jahr | Auszeichnung             | Kategorie                          | Für           | Resultat  | Ref.  |
| ---- | ------------------------ | ---------------------------------- | ------------- | --------- | ----- |
| 2019 | International Emmy Award | Beste Leistung eines Schauspielers | Raphael Logam | Nominiert | [ 7 ] |